# TvOS
tvOS ist ein proprietäres Betriebssystem für Apple-TV-Geräte. Die erste Version erschien am 30. Mai 2007 als Betriebssystem des ersten Apple TV unter der ursprünglichen Bezeichnung Apple-TV-Software und basierte bis Version 3 auf Mac OS X Tiger. Mit Version 4 wurde auf iOS als Basis umgestellt, das wiederum aus dem iPhone OS und iPad OS hervorgegangen war und seinerseits ebenfalls auf Mac OS X basiert. 2015 wurde das Betriebssystem mit Version 9 in „tvOS“ umbenannt. Gemein ist allen genannten Betriebssystemen der Darwin-Kern, ein BSD-Unix mit eigenem Kernel.

## Geschichte

### 1. Generation: Versionen 1.0 bis 3.0.2
Die erste Version der Apple-TV-Software basierte auf Mac OS X Tiger (10.4.7, 2006), die Benutzeroberfläche war zunächst eine Spezialversion von Front Row. Im Februar 2008 wurde mit der Version 2.0 (auch Apple TV „Take 2“ genannt) eine eigenständige Benutzeroberfläche entwickelt. Am auffälligsten ist dies beim Hauptmenü: das bunt animierte Menü von Front Row wurde in der Version 2.x durch ein fast rein schwarzweißes, eckiges Hauptmenü ersetzt.
Der Funktionsumfang wurde gegenüber Front Row ständig erweitert, das deutschsprachige Changelog gibt einen Überblick. Besondere Funktionserweiterungen sind der Zugriff auf Flickr, YouTube, MobileMe, iTunes Store (für Kinofilme in HD-Qualität) und seine Streaming-Funktion für AirPlay-fähige-Lautsprecher (damals hieß diese Technik noch AirTunes). Mit Version 2.4 wurde die Möglichkeit entfernt, für in iPhoto angelegte Diashows die dort angegebene Hintergrundmusik abzuspielen. Stattdessen kann man nur noch einen Musiktitel oder eine Wiedergabeliste am Apple TV angeben, die in allen Diashows genutzt wird.
Am 29. Oktober 2009 veröffentlichte Apple Version 3.0 der Software. Die auffälligste Verbesserung ist das geänderte Layout des Hauptmenüs, das einen direkten Zugriff auf die neuesten Medien ermöglicht. Außerdem kamen die Unterstützung für iTunes LP, iTunes Extras, iTunes Genius-Mixe, in iTunes gelistete Internet-Radiostationen und zwei neue Suchoptionen nach Ereignissen oder Gesichtern für in iPhoto oder Aperture gespeicherte Medien.

### 2. und 3. Generation: Versionen 4.0 bis 6.2.1
Mit der zweiten Generation des Apple TV erschien im September 2010 die Version 4.0 der Apple-TV-Software. Visuell ähnelt sie der Version 3, basiert aber technisch nicht mehr auf dem Betriebssystem Mac OS X, sondern auf iOS, um den Apple-A4-Prozessor (ARM-Architektur) des neuen Apple TV nutzen zu können. Das Apple TV der ersten Generation mit Intel-Prozessor (IA-32-Architektur) wird daher ab dieser Version nicht mehr unterstützt.
Zum Erscheinen der dritten Generation des Apple TV wurde mit Version 5.0 die Benutzeroberfläche erneut umgestaltet; dabei wurde die Startseite mit farbigen Icons iOS-ähnlicher. Das Bedienkonzept wurde weiter vereinfacht, so kann nur noch ein einziger Computer mit dem Apple TV verbunden werden. Dagegen kann von mehreren iOS-Geräten gestreamt werden.
Ab der Softwareversion 5.2 beherrscht das Apple TV auch die Audioausgabe an AirPlay-Lautsprecher. Außerdem wird nun das Koppeln des Apple Wireless Keyboard per Bluetooth unterstützt.
Version 6.0 der Apple-TV-Software brachte unter anderem die Konferenzraumanzeige, automatische Softwareaktualisierung, Podcasts, iTunes Radio (nur USA) und iMovie Theater.

### 3. Generation: Version 7.0 bis 7.6.1
Im September 2014 wurde Version 7.0 veröffentlicht, ab der die zweite Generation des Apple TV nicht mehr unterstützt wird. Die auffälligste Neuerung ist das überarbeitete Design der Benutzeroberfläche, mit dem Apple die in iOS 7 begonnene Abkehr von skeuomorphistischen Elementen hin zu einem „flacheren“ Softwaredesign auch auf das Apple TV überträgt. Daneben wurde Unterstützung für die iCloud-Familienfreigabe sowie Peer-to-Peer AirPlay hinzugefügt, wobei letzteres ein Apple TV der dritten Generation Rev A voraussetzt. Neue Dienste wie etwa Apple Music wurden bisher nicht für die Apple-TV-Software veröffentlicht, sondern nur für den Nachfolger tvOS.
Am 13. Mai 2019 erhielt die 3. Generation nach längerer Zeit erneut ein Update. Neben einigen Fehlerbehebungen im Bereich Bluetooth und WiFi erhielt die Version auch Zugang zu einer fundamental überarbeiteten TV-App, die Apple zeitgleich auch für tvOS 12.3 zur Verfügung stellte.
Im Zuge der Einführung von iOS 13 am 24. September 2019 und weiteren Apple-seitigen Software-Updates wurde auch die Apple-TV-Software 7.4 veröffentlicht. Das Update 7.4 enthält laut Apple vorwiegend Fehlerkorrekturen, wenngleich auch die Apple-TV-App überarbeitet und für den Start des neuen Apple-eigenen Streamingdienstes Apple TV+ vorbereitet wurde. Ebenso hat sich das Logo der Apple-TV-App leicht geändert und entspricht nun der grafischen Darstellung bekannt aus iOS 13 und macOS 10.15 Catalina.
Mit Version 7.5, 7.6 und 7.6.1 wurden im Laufe des Jahres 2020 weitere Aktualisierungen für das Apple TV der 3. Generation veröffentlicht, die neben Fehlerbehebungen auch Unterstützung für die Apple TV Remote-Oberfläche im Kontrollzentrum von iOS-Geräten brachten.

### 4. Generation und neuer: tvOS
Zeitgleich mit der vierten Generation des Apple TV wurde im September 2015 ein neues Betriebssystem namens tvOS vorgestellt, das nicht auf älteren Generationen des Apple TV läuft. Neben einer komplett überarbeiteten Benutzeroberfläche bietet es einen App Store und die Sprachsteuerung Siri, beides Neuheiten für das Apple TV. Laut Craig Federighi basiert tvOS zu 95 % auf iOS, mit Anpassungen für die Nutzung auf dem Fernsehschirm. Die Versionsnummer ist jeweils identisch mit jener von iOS. Dadurch wurde Version 8 übersprungen und die erste Version unter dem Namen tvOS trägt Versionsnummer 9.0.
Mit Version 11 unterstützt tvOS das neue Apple TV 4K und auf diesem die Wiedergabe in UHD, wahlweise auch mit HDR. Gekaufte alte HD-Filme werden automatisch als 4K mit oder ohne HDR je nach Verfügbarkeit kostenlos zur Verfügung gestellt. Auch auf dem Apple TV der 4. Generation läuft tvOS 11, allerdings ohne UHD und ohne HDR.
Im Juni 2018 wurde das neue tvOS 12 vorgestellt, Neuerung ist vor allem die zukünftige Unterstützung von Dolby Atmos, welches erst im Q4 2018 erscheinen wird.
Im Juni 2019 wurde an der WWDC 2019 tvOS 13 gezeigt. Neben einem komplett umgestalteten Home-Screen bietet die neue Version Multi-User Support an. Zusätzlich kommt Apple Arcade auf AppleTV.

## Versionsgeschichte
| tvOS-Version | Build-Nummer   | Darwin-Version | Veröffentlichungs-Datum | Anmerkungen |
| --- | -------------- | -------------- | ----------------------- | --- |
| 1.0 |                | 8.x            |                         | Erste Version, die als Apple TV-Software zusammen mit dem Apple TV verfügbar war. Die Aktualisierung auf Version 1.1 erschien am 20. Juni 2007. |
| 2.0 |                |                |                         | Für Apple TV 1 und 2. Es erschienen die Aktualisierungen 2.1 am 10. Juli 2008, 2.2 am 2. Oktober 2008, 2.3, 2.3.1 und 2.4. |
| 3.0 |                |                | 29. Oktober 2009        | Es erschienen die Aktualisierungen 3.0.1 und 3.0.2. Letzte Version für das Apple TV der 1. Generation. |
| 4.0 | 8M89           |                |                         | Für das Apple TV der 2. Generation. Es erschienen die Aktualisierungen 4.1 am 22. November 2010, 4.1.1, 4.2 am 9. März 2011, 4.2.1, 4.2.2, 4.3, 4.4 am 12. Oktober 2011., 4.4.2, 4.4.3 und 4.4.4., 4.1.1, 4.2 am 9. März 2011, 4.2.1, 4.2.2, 4.3, 4.4 am 12. Oktober 2011.                                                      |
| 5.0 | 9B179b (4099)  |                | 7. März 2012            | Für das Apple TV der 2. und 3. Generation. Es erschienen die Aktualisierungen 5.0.1, 5.0.2, 5.1 am 24. September 2012, 5.1.1 am 28. November 2012. 5.2 am 28. Januar 2013, 5.2.1 am 19. März 2013 und 5.3. |
| 6.0 | 11A470e 11A502 |                | 19. September 2013      | Es erschienen die Aktualisierungen 6.0.1, 6.0.2 am 21. Februar 2014, 6.1 am 10. März 2014, 6.1.1 am 22. April 2014, 6.2 am 30. Juni 2014 und 6.2.1. Letzte Version für das Apple TV der 2. Generation. |
| 7.0 | 12A365b        |                | 17. September 2014      | Für das Apple TV der 3. Generation. Erschienene Aktualisierungen: 7.0.1 (20. Oktober 2014), 7.0.2 (17. November 2014), 7.0.3 (27. Januar 2015), 7.1 (9. März 2015), 7.2 am (8. April 2015), 7.2.1 (25. Februar 2016), 7.2.2. 7.3 (13. Mai 2019), 7.4 (24. September 2019)                                                       |
| 9.0 | 13T396         | 15.x           |                         | Umbenannt in tvOS, für das Apple TV der 4. Generation. Es erschienen die Aktualisierungen 9.1 am 8. Dezember 2015, 9.1.1 am 25. Januar 2016, 9.2 am 21. März 2016, 9.2.1 am 16. Mai 2016 und 9.2.2 am 18. Juli 2016. |
| 10.0 | 14T330         | 16.x           | 13. September 2016      | Erschienene Aktualisierungen: 10.0.1 (24. Oktober 2016), 10.1 (12. Dez. 2016), 10.1.1 (23. Januar 2017), 10.2 (27. März 2017), 10.2.1 (15. Mai 2017) und 10.2.2 (19. Juli 2017). Insgesamt 218 Sicherheitslücken geschlossen.                                                                                                   |
| 11.0 | 15J381         | 17.x           | 19. September 2017      | Mit dem Apple TV 4K (5. Generation) ausgeliefert und unterstützt (ohne UHD) auch das Apple TV der 4. Generation. Die letzte Version 11.4.1 war vom 9. Juli 2018. Insgesamt 142 Sicherheitslücken geschlossen. |
| 12.0 | 16J364         | 18.x           | 17. September 2018      | Unterstützung für Dolby Atmos. Erschienene Aktualisierungen: 12.0 (17. September 2018), 12.1. (30. Oktober 2018), 12.1.1 (5. Dez 2018), 12.1.2 (22. Januar 2019) 12.2 (25. März 2019), 12.2.1 (10. April 2019), 12.3 (13. Mai 2019), 12.4 (22. Juli 2019), 12.4.1 (26. Aug. 2019). Insgesamt 242 Sicherheitslücken geschlossen. |
| 13.0 | 17J586         |                | 24. September 2019      | Neuer Home-Bildschirm, Unterstützung für mehrere Benutzer, Apple Music und Apple Arcade verfügbar, Xbox- und PlayStation-Gamecontroller werden unterstützt, neue Bildschirmschoner, 42 Sicherheitslücken geschlossen |
| 13.2 | 17K82          |                | 28. Oktober 2019        | Umfasst allgemeine Leistungs- und Stabilitätsverbesserungen, 24 Sicherheitslücken geschlossen |
| 13.3 | 17K449         |                | 10. Dezember 2019       | Umfasst allgemeine Leistungs- und Stabilitätsverbesserungen, 12 Sicherheitslücken geschlossen |
| 13.3.1 | 17K795         |                | 28. Januar 2020         | Umfasst allgemeine Leistungs- und Stabilitätsverbesserungen, 3 Sicherheitslücken geschlossen |
| 13.4 | 17L256         |                | 24. März 2020           | Umfasst allgemeine Leistungs- und Stabilitätsverbesserungen, 20 Sicherheitslücken geschlossen |
| 14.0 | 18J386         |                | 16. September 2020      | Wichtigste Änderungen: - Multi-User Support - Bild-in-Bild - Audiofreigabe - Gamecontroller Unterstützung |
| 14.0.1 | 18J400         |                | 24. September 2020      | Umfasst allgemeine Leistungs- und Stabilitätsverbesserungen |
| 14.0.2 | 18J411         |                | 17. September 2014      | Umfasst allgemeine Leistungs- und Stabilitätsverbesserungen |
| 14.2 | 18K57          |                | 5. November 2020        | Umfasst allgemeine Leistungs- und Stabilitätsverbesserungen |
| 14.3 | 18K561         |                | 14. Dezember 2020       | Umfasst allgemeine Leistungs- und Stabilitätsverbesserungen |
| 14.4 | 18K802         |                | 26. Januar 2021         | Umfasst allgemeine Leistungs- und Stabilitätsverbesserungen |
| 14.5 | 18L204         |                | 1. Februar 2021         | Umfasst allgemeine Leistungs- und Stabilitätsverbesserungen |
| 14.6 | 18L569         |                | 4. Mai 2021             | Umfasst allgemeine Leistungs- und Stabilitätsverbesserungen |
| 14.7 | 18M60          |                | 3. Juni 2021            | Umfasst allgemeine Leistungs- und Stabilitätsverbesserungen |
| 15.0 | 19J346         |                | 20. September 2021      | Wichtigste Änderungen: - Für euch alle - Geteilt mit dir - 3D-Audio mit Dolby Atmos - Raumfüllender Stereoklang |
| 15.1 | 19J572         |                | 25. Oktober 2021        | Umfasst allgemeine Leistungs- und Stabilitätsverbesserungen Wichtigste Änderungen: - SharePlay |
| 15.2 | 19K53          |                | 13. Dezember 2021       | Umfasst allgemeine Leistungs- und Stabilitätsverbesserungen Wichtigste Änderungen: - Apple Music-Abonnement „Voice“ - Erweiterte Rückblicke in „Fotos“ - Neuer Bereich „Store“ in der Apple TV App |
| 15.3 | 19K547         |                | 26. Januar 2022         | Umfasst allgemeine Leistungs- und Stabilitätsverbesserungen |
| 15.4 | 19L440         |                | 14. März 2021           | Umfasst allgemeine Leistungs- und Stabilitätsverbesserungen Wichtigste Änderungen: - Live-Video von einer Kamera im Modus „Bild-in-Bild“ anzeigen - Verwende zum Anmelden oder Einkaufen ein Apple-Gerät - WLANs beitreten, die die Anmeldung über einen Webbrowser erfordern                                                   |
| 15.5 | 19L570         |                | 16. Mai 2022            | Umfasst allgemeine Leistungs- und Stabilitätsverbesserungen |
| 15.6 | 19M65          |                | 20. Juli 2022           | Umfasst allgemeine Leistungs- und Stabilitätsverbesserungen |
| 16.0 | 20J8378 20J373 |                | 12. September 2022      | Wichtigste Änderungen: - Unterstützung für mehrere Sprachen - Spielecontroller - Unterstützung für personalisiertes 3D-Audio - Verbesserter Multi-User Support |
| 16.1 | 20K71          |                | 24. Oktober 2022        | |
| 16.2 | 20K362         |                | 13. Dezember 2022       | |
| 16.3 | 20K650         |                | 24. Januar 2023         | Umfasst allgemeine Leistungs- und Stabilitätsverbesserungen |
| 16.3.1 | 20K661         |                | 6. Februar 2023         | Umfasst allgemeine Leistungs- und Stabilitätsverbesserungen |
| 16.3.2 | 20K672         |                | 13. Februar 2023        | |
| 16.3.3 | 20K680         |                | 6. März 2023            | |
| 16.4 | 20L497         |                | 27. März 2023           | |
| 16.4.1 | 20L498         |                | 12. April 2023          | |
| 16.5 | 20L563         |                | 18. Mai 2023            | |
| 16.6 | 20M73          |                | 24. Juli 2023           | |
| 17.0 | 21J354         |                | 18. September 2023      | |
| 17.1 | 21K69          |                | 25. Oktober 2023        | |
| 17.2 | 21K365         |                | 11. Dezember 2023       | |
| 17.3 | 21K646         |                | 22. Januar 2024         | |
| 17.4 | 21L227         |                | 7. März 2024            | 24 Sicherheitsprobleme (CVEs) wurden mit diesem Update behoben. |
| 17.5 | 21L569         |                | 13. Mai 2024            | |
| 17.5.1 | 21L580         |                | 21. Mai 2024            | |
| 17.6 | 21M71          |                | 29. Juli 2024           | |
| 17.6.1 | 21M80          |                | 19. August 2024         | |
| 18.0 | 22J357         |                | 16. September 2024      | Wichtigste Änderungen: - Bildschirmschoner mit Porträts - InSight - Live-Untertitel in der App „FaceTime“ - SharePlay in der App „Musik“ - Apple Fitness+ wurde neugestaltet |
| 18.1 | 22J580         |                | 28. Oktober 2024        | Umfasst allgemeine Leistungs- und Stabilitätsverbesserungen |
| 18.2 | 22K155         |                | 11. Dezember 2024       | Umfasst allgemeine Leistungs- und Stabilitätsverbesserungen |
| 18.2.1 | 22K160         |                | 16. Januar 2025         | |
| 18.3 | 22K557         |                | 27. Januar 2025         | |
| 18.3.1 | 22K561         |                | 11. März 2025           | |
| 18.4 | 22L255         |                | 31. März 2025           | |
| 18.4.1 | 22L261         |                | 16. April 2025          | |
| 18.5 | 22L572         |                | 12. Mai 2025            | |
| 18.6 | 22M5054b       |                | 16. Juni 2025           | |
| 26.0 | 23J5279m       |                | 9. Juni 2025            | |
| Legende:Ältere Version; nicht mehr unterstütztÄltere Version; noch unterstütztAktuelle VersionAktuelle Vorabversion |                |                |                         | |